# Левченко, Евгений Викторович
Евге́ний Викторович Ле́вченко (укр. Євген Вікторович Левченко; 2 января 1978, Константиновка, Донецкая область, Украинская ССР) — украинский футболист, полузащитник. Игрок сборной Украины в 2002—2009 годах. Председатель профсоюза футболистов Нидерландов.

## Карьера
Воспитанник донецкого спортинтерната. Закончил карьеру в клубе КФК «Гарант» (Донецк). В конце сезона 1993/94 дебютировал в «Металлурге» из Константиновки. В 1996 году первую половину сезона провёл в дубле ЦСКА, откуда летом уехал в Нидерланды, где выступал за местные клубы.

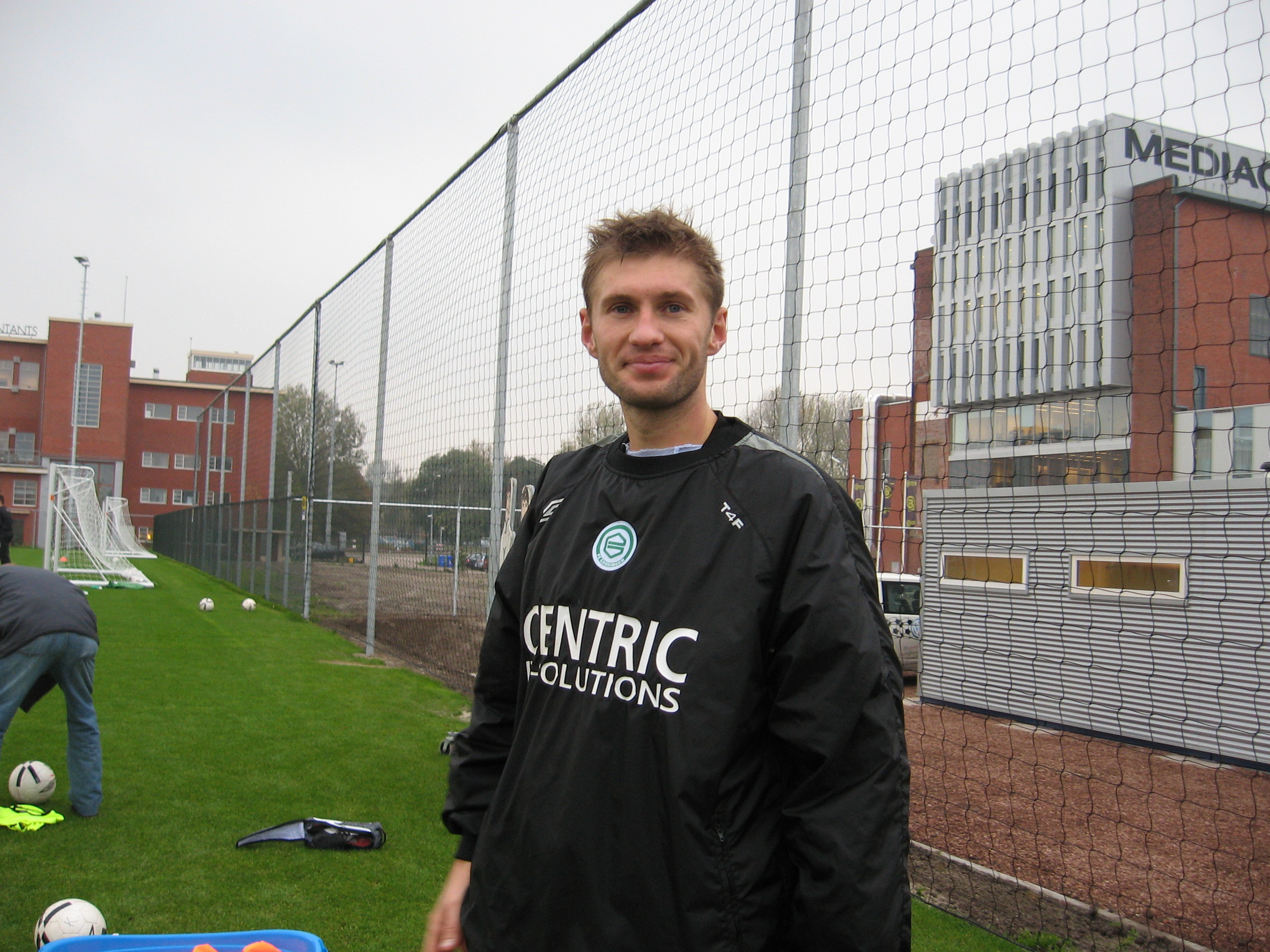
Левченко в «Гронингене», 2006 год

Дебютировал в составе национальной сборной 20 ноября 2002 года в матче со сборной Словакии.
30 июля 2009 года, будучи свободным агентом, 31-летний Левченко подписал контракт на 1,5 года с подмосковным «Сатурном».
2 августа дебютировал за «Сатурн», выйдя на замену в домашнем матче с «Зенитом» (2:2) и отдав голевой пас Руслану Нахушеву, сравнявшему счёт на 85-й минуте дальним ударом.
8 июля 2010 года Левченко заключил контракт с клубом «Виллем II».
В июле 2011 года Левченко подписал контракт с австралийским клубом «Аделаида Юнайтед». Австралию описывает как шикарное место для постоянной жизни и временного пребывания.

### Скандал, связанный с переходом в «Сатурн»
В конце июля 2009 года, после окончания контракта с «Гронингеном», Левченко на правах свободного агента перешёл в подмосковный «Сатурн». Человеком, который вызвался устроить подписание контракта с «Сатурном», стал младший брат президента РФПЛ Сергея Прядкина Андрей. Андрей Прядкин до марта 2009 года являлся лицензированным агентом РФС, после чего сдал свою лицензию во избежание конфликта интересов, так как Сергей Прядкин возглавил комиссию РФС по агентской деятельности.
В 2011 году выяснилось, что 1 июля 2009 года (то есть за месяц до фактического перехода футболиста в подмосковный клуб) ОАО «Сатурн» в лице генерального директора Игоря Ефремова перевёл в адрес Wiser Trading Limited (Сейшельские острова) в лице представителя Юлии Крахотки сумму в 400 000 долларов США за «услуги по поиску футболиста» и подписание контракта с Левченко. Сам Левченко о таком платеже за его трансфер ничего не знал, его зарплата в «Сатурне», по его словам, была меньше этой суммы, в то время как в Европе принято платить фиксированные комиссионные — не более 5-7 % от сделки (в данном случае, никакой сделки с другим клубом не было, так как Левченко как свободный агент перешёл в «Сатурн» бесплатно). Андрей Прядкин в разговоре с Левченко во время подготовки к переходу в «Сатурн» заверял футболиста, что трансфер будет «прозрачен» и «обходными путями» на нём никто не заработает.
В декабре Левченко обратился в Спортивный арбитражный суд в Лозанне для рассмотрения дела о конфликте интересов в работе президента РФПЛ Сергея Прядкина. На момент обращения Левченко в суд, бывший генеральный директор «Сатурна» Игорь Ефремов являлся президентом Футбольной национальной лиги, а Андрей Прядкин — директором департамента безопасности и работы с болельщиками в той же ФНЛ.

## Личная жизнь

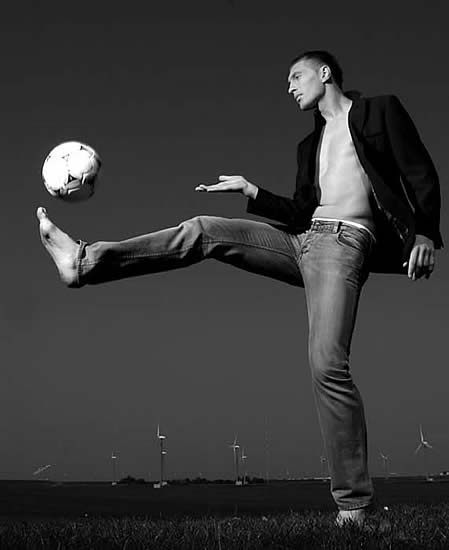
Евгений Левченко в 2007 году

Любит путешествовать: посетил более 60 стран мира. В 2009 году был признан журналом Esquire самым стильным футболистом Нидерландов, появлялся на обложке нидерландского издания Men's Health, знаком с нидерландскими дизайнерами, интересуется стилем и модой, часто участвует в фотосессиях, на которых, в частности, предстаёт в нестандартных дизайнерских нарядах. Сторонник экологичного образа жизни (ecolife). Пишет стихи на русском языке, из поэтов выделяет Иосифа Бродского.
В 2013 году принял участие в реалити-шоу «Холостяк» на канале ТНТ в качестве главного героя.
Выбрал себе в жёны Олесю Ермакову, но вскоре расстался с ней из-за того, что они живут в разных странах.
В октябре 2015 года выпустил биографическую книгу «LEV» на голландском языке. Автором книги является голландка Ирис Коппе.
В апреле 2016 года стало известно, что Евгений и Виктория Кобленко ожидают первенца. Левченко и Кобленко связывали очень длительные серьёзные отношения, ещё до проекта «Холостяк».
В августе у Евгения и Виктории родился первенец — мальчик, которому дали имя Кий.

## Благотворительность
Евгений Левченко помимо участия в шоу «Холостяк», также известен своими благотворительными акциями в Нидерландах и на Украине. Так, в 2012 году он профинасировал книгу «Голеадоры», которую написал известный спортивный журналист Виктор Хохлюк, а все вырученные средства от реализации книги были переданы Международному Детскому Фонду «Breath» (рус. — «Дыхание») на благосостояние детей.